# Kashimastadion
Het Kashimastadion (茨城県立カシマサッカースタジアム, Ibaraki-kenritsu Kashima Sokkā Sutajiamu) is een voetbalstadion in de Japanse stad Kashima in de prefectuur Ibaraki. Het stadion is geopend in 1993 en kan 40.728 toeschouwers herbergen. Vaste bespelers van het stadion zijn de Kashima Antlers, die uitkomen in de J-League. Het stadion werd speciaal gebouwd voor het Wereldkampioenschap voetbal 2002, dat werd georganiseerd door Zuid-Korea en Japan.

## Afbeeldingen

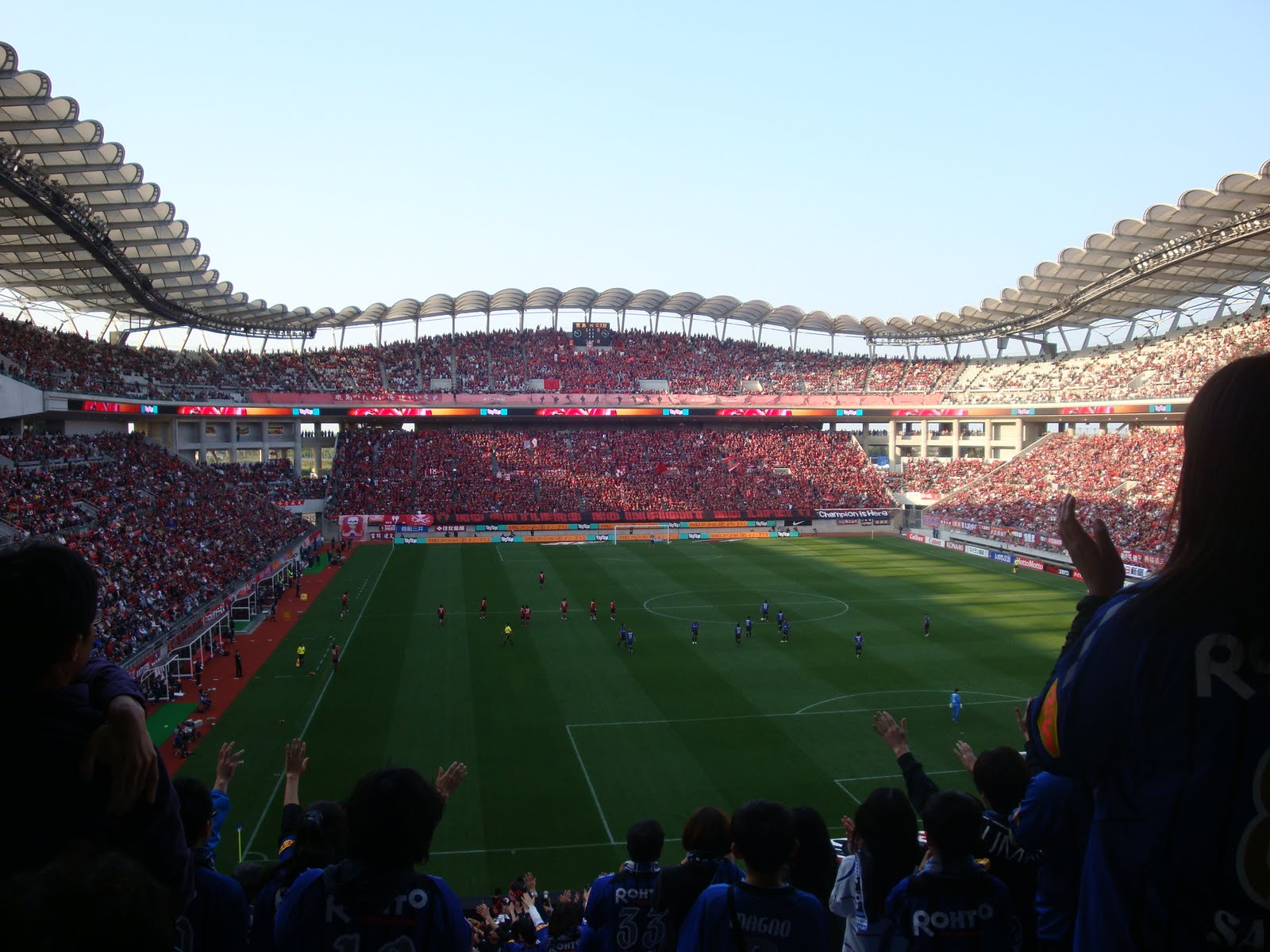
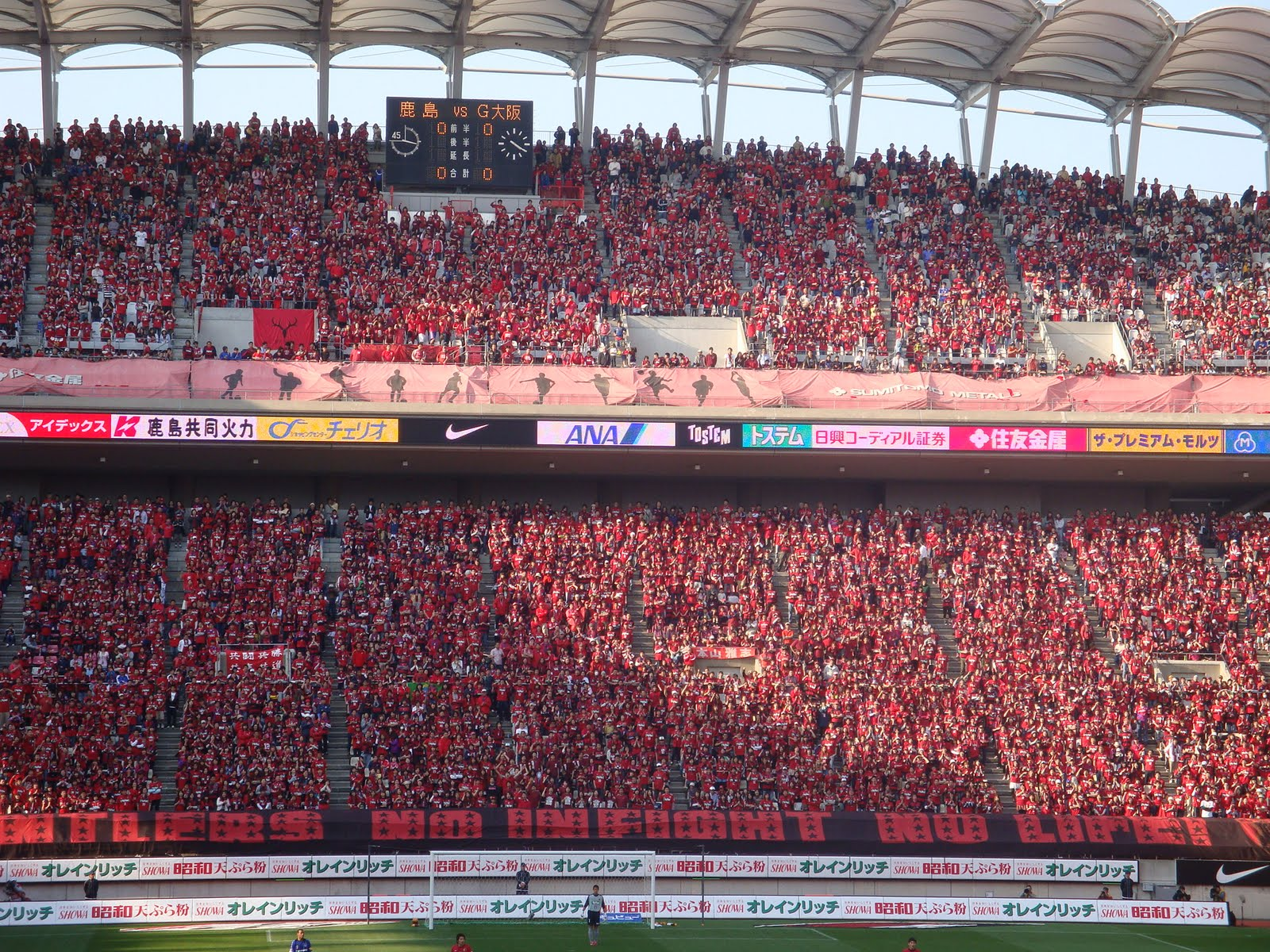
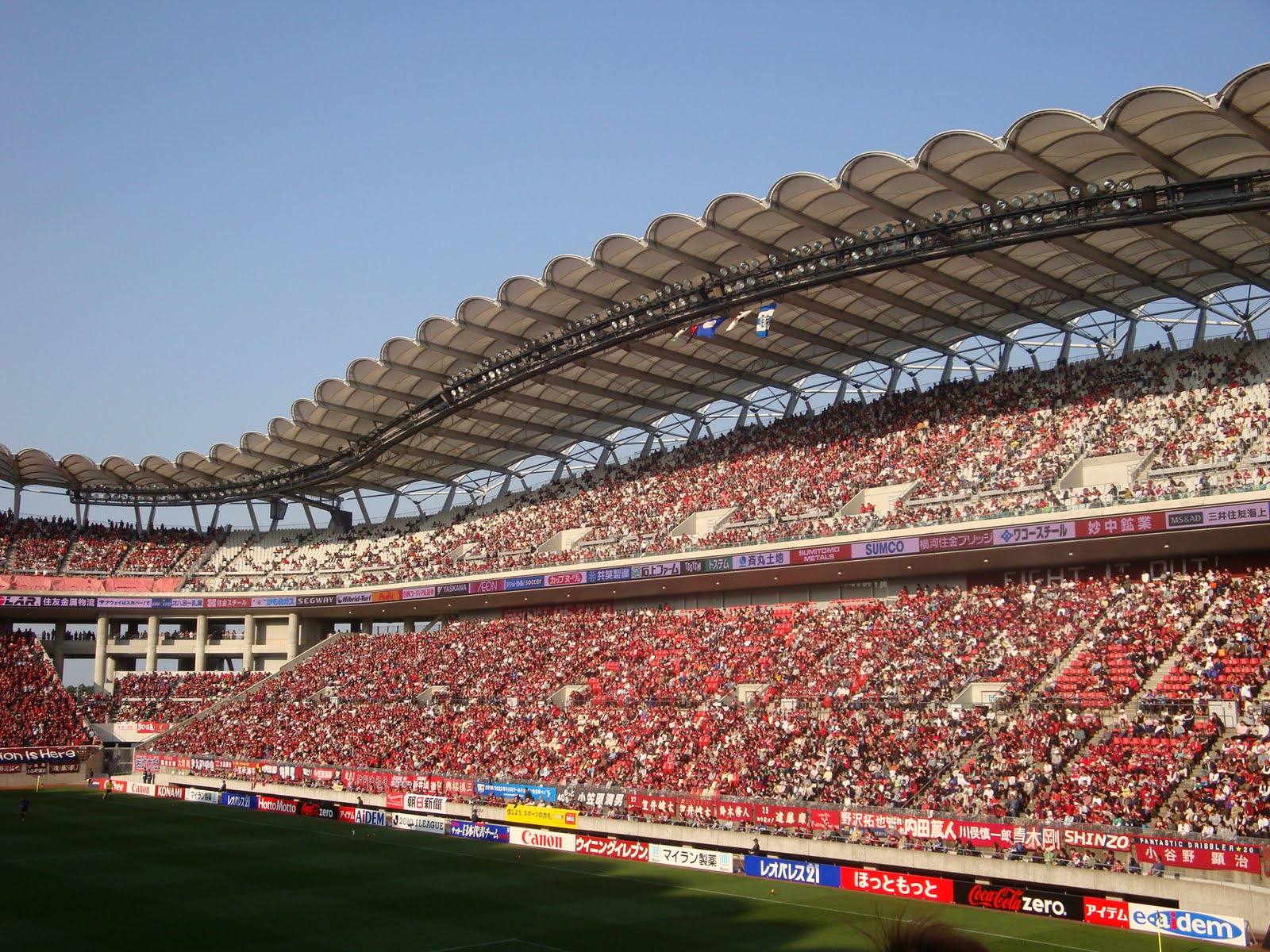
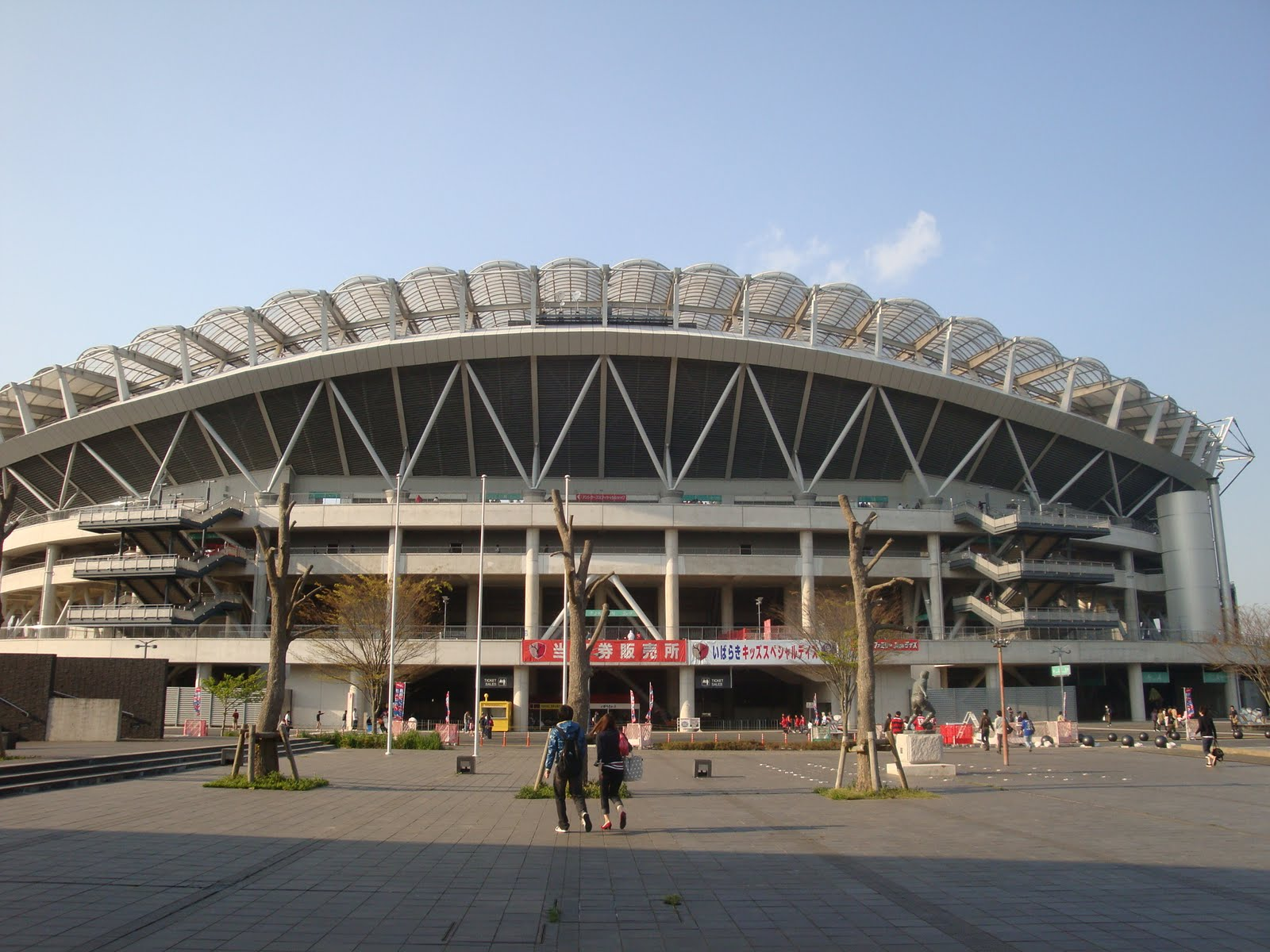

## WK interlands
| №  | Datum       | Wedstrijd            | Uitslag | Competitie | Toeschouwers |
| -- | ----------- | -------------------- | ------- | ---------- | ------------ |
| 1. | 2 juni 2002 | Argentinië – Nigeria | 1 – 0   | WK 2002    | 34.050       |
| 2. | 5 juni 2002 | Duitsland – Ierland  | 1 – 1   | WK 2002    | 35.854       |
| 3. | 8 juni 2002 | Italië – Kroatië     | 1 – 2   | WK 2002    | 36.472       |